# جوانان محلات تهران
گروه سیاسی جوانان محلات تهران، پس از واکنش‌ها به کشته‌شدن مهسا امینی که خیزش ۱۴۰۱ ایران را در پی داشت شکل گرفت و در اوایل مهرماه ۱۴۰۱ اعلام وجود کرد. هدف اصلی خود را سرنگونی نظام جمهوری اسلامی ایران عنوان کرده و در حال حاضر با انتشار اطلاعیه و فراخوان بخشی از اعتراضات سراسری علیه حکومت جمهوری اسلامی را سازماندهی می‌کنند و از ابتدای اعتراضات در شکل‌دادن تجمع‌های خیابانی مردم ایران نقش اثرگذاری داشته است.
اگر چه در ابتدا این گروه مجازی بدون سابقه و گم‌نام بود، اما شبکه تلویزیونی ایران اینترنشنال نخستین رسانه‌ای بود که فراخوان‌ها و اطلاعیه‌های جوانان محلات تهران را از همان ابتدا پوشش می‌داد و به مرور زمان توسط دیگر رسانه‌ها نیز پوشش داده شد.
این گروه که چندین بیانیه و فراخوان مرتبط با اعتراضات سراسری ایران منتشر کرده، در حساب توئیتر خود اعلام کرده است که به سازمان‌ها یا گروه‌های سیاسی وابستگی ندارد.

## اطلاعیه‌ها و بیانیه‌ها
- شماره ۷: جوانان محلات تهران در توییتر منسوب به خود طی اطلاعیه ای مردم و جوانان را به ادامه اعتراضات خیابانی در روز شنبه ۱۶ مهرماه دعوت کرد.[۸][۹]
- شماره ۸: شنبه دیگری گذشت و ما در خیابان‌ها نشان دادیم کیستیم …[۱۰]
- شماره ۹: دعوت به حضور خیابانی در چهارشنبه ۲۰ مهر ماه در همبستگی با مردم سنندج و زاهدان و کارگران پتروشیمی عسلویه.[۱۱]
- شماره ۱۰: در این اطلاعیه از مردم معترض خواسته شد که برای شنبه ۲۳ مهر ماه از ساعت ۱۲ در تمامی نقاطی از شهر که نیروهای امنیتی در آن حضور ندارد شعار سر دهند. همچنین از مخالفان رژیم در خارج از کشور درخواست یافتن راهکارهای جدید برای کمک به مبارزان داخل کشور شد.[۱۲]
- شماره ۱۳: در این بیانیه از مردم ایران خواسته شده است که از ساعت ۱۱ صبح ۳۰ مهر در «محلات اطراف بازار و دانشگاه‌ها» و از ساعت ۱۵ در سایر محلات کشور به تجمع بپردازند.[۱۳][۱۴] در این فراخوان از مردم خواسته شده تا در روز چهارشنبه ۴ آبان هم‌زمان با چهلم مهسا امینی[۱۵] نیز دست به تجمع بزنند.[۱۴][۱۶][۱۷] این گروه در بیانیهٔ سیزدهم خود از اعتصابات اصناف در ایران و فراخوان‌های خارج از کشور برای اخراج سفرای جمهوری اسلامی حمایت کرده و از اعتراضات مردم در ایران تحت عنوان «انقلاب» یاد کرده است.[۱۴]
- شماره ۱۶: این بیانیه با عنوان «روز انتقام نزدیک است!» برای روزهای ۱۰ و ۱۱ آبان در خیابان جمهوری تهران دعوت صادر کرد. در این بیانیه از جمهوری اسلامی به عنوان حکومتی فاشیستی یاد شده است.[۱۸]
- شماره ۱۹: جوانان محلات تهران در جدیدترین بیانیه خود روز ۲۴ آبان مصادف با سالگرد اعتراضات آبان ۱۳۹۸ ایران را روز آزادسازی شهرهای ایران از چنگال جمهوری اسلامی اعلام کرد و از مردم معترض خواست در این روز در خیابان‌ها حضور داشته باشند.[۱۹]